# 23-я мотострелковая дивизия внутренних войск НКВД
23-я мотострелковая дивизия оперативных войск НКВД — воинское формирование НКВД СССР, участвовавшее в Великой Отечественной войне.

## История
Дивизия развёрнута по мобилизационному плану в первые дни ВОВ. В соответствии с ним в Киеве были сформированы управление дивизии и 28-й мотострелковый полк.
В состав дивизии также вошли следующие части оперативных войск НКВД:
- 4-й мотострелковый Краснознамённый полк (Киев);
- 6-й мотострелковый полк (Львов);
- 16-й мотострелковый полк (Броды);
- 21-й кавалерийский полк (Станислав);
- 172 отдельный стрелковый батальон (Рыбница).

Во исполнение Указания НКВД СССР от 26 июня 1941 года № 31 «Об организации тыла Действующей Красной Армии» части дивизии вошли в оперативное подчинение начальников Охраны тыла Южного и Юго-Западного фронтов.
В августе—сентябре 1941 года 23-я мотострелковая дивизия оперативных войск НКВД понесла тяжёлые потери в боях на Украине и 9 сентября 1941 года была расформирована.
На её основе Приказом НКВД № 0021 от 5 января 1942 года во исполнение Постановления ГКО № 1099-сс от 4 января 1942 года была сформирована 8-я мотострелковая дивизия внутренних войск НКВД.